# 眞城美春
眞城 美春（しんじょう みはる、2007年2月5日 - ）は、東京都大田区出身の女子サッカー選手。日テレ・東京ヴェルディベレーザ所属。ポジションはミッドフィールダー。

## 経歴

### ユース
東京都大田区出身。SKYサッカーアカデミーでサッカーを本格的に学び始め、地元の大田クラブや神奈川県横浜市のバディーSCに所属。バディーSC時代には2018年の『JA全農杯チビリンピック2018』（小学生8人制サッカー）に出場して活躍し、注目を浴びた。
中学校1年の時に日テレ・メニーナのセレクションに合格し、入団。1年目のJFA 第23回全日本U-18女子サッカー選手権大会（2020年）ではチームの先輩格となる木下桃香、土方麻椰、 大山愛笑らと共にメニーナのメンバーとして、大会準決勝のSolfiore FC戦で先発出場して先制点を挙げるなどの活躍を見せている。
WEリーグでは2022-23シーズンより育成組織TOP可登録選手として登録され、公式戦のベンチ入りメンバーとなる試合はあったものの、この時にはリーグ戦・カップ戦ともに出場機会がなかった。
2024-25シーズンに入ると2024年9月1日に行われたWEリーグ クラシエカップ・グループリーグ第1節の大宮アルディージャVENTUS戦に先発出場し、プロリーグ公式戦初出場を果たし、リーグ戦においても同年9月15日に行われた2024-25 SOMPO WEリーグ・第1節 三菱重工浦和レッズレディース戦で49分からの途中出場でリーグ戦初出場、同11月30日に開催された第11節 サンフレッチェ広島レジーナ戦で初得点をあげた。

### シニア
2025年2月1日、青木夕菜と共にトップチームへの昇格が発表された。2024-25シーズンはベレーザのWEリーグ初優勝に貢献し、個人としても優秀選手賞とベストヤングプレーヤー賞を受賞した。

### 代表
年代別代表の経歴としては、まず2019年度に日本オリンピック委員会（JOC）の事業であった『日韓競技力向上スポーツ交流事業・JFAエリートプログラム女子U-13』の一環として執り行われたU-13日本選抜チームのメンバーに選出され、韓国への遠征に参加した上、親善試合に出場している。
2020年から2021年にかけての新型コロナウイルス感染症の世界的拡大の為、2021年に予定されていたAFC U17女子アジアカップが中止となるなどの影響を受けたが、日本サッカー協会がU-17女子アジアカップ開催の可能性を考え、その準備として組まれたU-16日本女子代表候補トレーニングキャンプに14歳で飛び級召集されている。
2022年にインドで開催された2022 FIFA U-17女子ワールドカップでは15歳でU-17日本女子代表に飛び級召集され、グループリーグ2戦目から準々決勝までの3試合で2歳上の谷川萌々子とダブルボランチを組んで先発出場、そのプレイぶりに国際サッカー連盟（FIFA）も注目し、現地インドのマスコミも絶賛の記事を載せた。
2024年春のAFC U17女子アジアカップ2024ではU-17日本女子代表の主将兼中心選手として全5試合に出場し、通算4得点を挙げて大会最優秀選手にも選出されている。

## 個人成績

### クラブ
| クラブ               | シーズン | リーグ | 背番号 | リーグ戦 | リーグ戦 | カップ戦 | カップ戦 | リーグ杯 | リーグ杯 | AFC  | AFC  | 合計 | 合計 |
| クラブ               | シーズン | リーグ | 背番号 | 出場     | 得点     | 出場     | 得点     | 出場     | 得点     | 出場 | 得点 | 出場 | 得点 |
| -------------------- | -------- | ------ | ------ | -------- | -------- | -------- | -------- | -------- | -------- | ---- | ---- | ---- | ---- |
| 日テレ・メニーナ     | 2019     | —      | 24     | —        | —        | 1        | 0        | —        | —        | —    | —    | 1    | 0    |
| 日テレ・東京メニーナ | 2020     | —      | 14     | —        | —        | 2        | 0        | —        | —        | —    | —    | 2    | 0    |
| 日テレ・東京メニーナ | 2021     | —      | 14     | —        | —        | 6        | 1        | —        | —        | —    | —    | 6    | 1    |
| 日テレ・東京メニーナ | 2022     | —      | 7      | —        | —        | 0        | 0        | —        | —        | —    | —    | 0    | 0    |
| 日テレ・東京メニーナ | 2023     | —      | 10     | —        | —        | 2        | 0        | —        | —        | —    | —    | 2    | 0    |
| 日テレ・東京メニーナ | 2024     | —      | 10     | —        | —        | 0        | 0        | —        | —        | —    | —    | 0    | 0    |
| 日テレ・東京メニーナ | 通算     | 通算   | 通算   | 0        | 0        | 11       | 1        | 0        | 0        | 0    | 0    | 11   | 1    |
| 日テレ・東京ベレーザ | 2021-22  | WE     | 35     | 0        | 0        | -        | -        | —        | —        | —    | —    | 0    | 0    |
| 日テレ・東京ベレーザ | 2022-23  | WE     | 25     | 0        | 0        | -        | -        | 0        | 0        | —    | —    | 0    | 0    |
| 日テレ・東京ベレーザ | 2023-24  | WE     | 14     | 0        | 0        | -        | -        | 0        | 0        | -    | -    | 0    | 0    |
| 日テレ・東京ベレーザ | 2024-25  | WE     | 14     | 18       | 4        | -        | -        | 5        | 0        | -    | -    | 23   | 4    |
| 日テレ・東京ベレーザ | 通算     | 通算   | 通算   | 18       | 4        | 0        | 0        | 5        | 0        | 0    | 0    | 23   | 4    |
| 通算                 | 日本     | 日本   | 1部    | 18       | 4        | 0        | 0        | 5        | 0        | 0    | 0    | 23   | 4    |
| 通算                 | 日本     | 日本   | その他 | 0        | 0        | 11       | 1        | 0        | 0        | 0    | 0    | 11   | 1    |
| 総通算               | 総通算   | 総通算 | 総通算 | 18       | 4        | 11       | 1        | 5        | 0        | 0    | 0    | 34   | 5    |

1. 1 2 3  育成組織TOP可登録選手
2. ↑  2025年1月まで育成組織TOP可登録選手

- WEリーグ
  - 初出場 - 2024年9月15日 第1節 三菱重工浦和レッズレディース戦 (味の素フィールド西が丘)[6]
  - 初得点 - 2024年11月30日 第11節 サンフレッチェ広島レジーナ戦 (エディオンピースウイング広島)[6]

### 代表

#### 出場大会
- U-17日本女子代表
  - 2022年 - 2022 FIFA U-17女子ワールドカップ（ベスト8、3試合出場）
  - 2024年 - AFC U17女子アジアカップ2024（準優勝、5試合出場4得点)[13]

#### 試合数
| 日本代表 | 国際Aマッチ | 国際Aマッチ |
| 年       | 出場        | 得点        |
| -------- | ----------- | ----------- |
| 2025     | 0           | 0           |
| 通算     | 0           | 0           |

2025年4月6日現在

## タイトル

### クラブ
- 日テレ・東京ヴェルディベレーザ
  - WEリーグ: 1回 (2024-25)

### 個人
- WEリーグ
  - 優秀選手賞: 1回 (2024-25)
  - ベストヤングプレーヤー賞: 1回 (2024-25)

- AFC U17女子アジアカップ MVP: 1回 (2024)[13]